# Аль-Мулла, Адель
Адель Аль Мулла (араб. عادل الملا‎; (7 декабря 1970, Катар — 7 мая 2022, Лондон) — катарский футболист, играл на позиции нападающего. Участник Летних Олимпийских игр (1992).

## Биография

### Игровая карьера
Начал карьеру в клубе «Аль-Араби» и в первом же сезоне выиграл чемпионский титул. В 1991 году перешёл в «Эр-Райян», в котором играл 11 сезонов. В составе «Эр-Райяна» выиграл чемпионский титул в 1995 году, Кубок эмира и 3 Кубка Наследного принца.
В составе сборной Катара принимал участие на олимпийском футбольном турнире 1992 года, на котором сыграл в трёх матчах на групповом этапе со сборными Египта (1:0), Колумбии (1:1) и Испании (0:2). Входил в состав сборной Катара на Кубке Азии 1992 года и Кубке Азии 2000 года.

### Смерть
Скончался 7 мая 2022 года в Лондоне от сердечного приступа в возрасте 51 года.

## Достижения
«Аль-Араби (Доха)»
- Чемпион Катара (1): 1990/91

«Эр-Райян»
- Чемпион Катара (1): 1994/95
- Обладатель Кубка эмира Катара (1): 1999
- Обладатель Кубка Наследного принца Катара (3): 1995, 1996, 2001
- Обладатель Кубка шейха Яссима (2): 1992 , 2000